# バトポン
バトポン（Badpon）は、日本で考案されたバドミントン用のシャトルを卓球（ピンポン）用のラケットに似た木製の専用ラケットで打ち合うニュースポーツである。名称は「バトミントン」（「バドミントン」の誤表記）と「ピンポン」の合成。

## 概要
順天堂大学と敬愛大学の2校がそれぞれ自校の発祥を主張しており、このうち敬愛大学では語源のバドミントン（badminton）に忠実な「ド」を濁音とする「バドポン」の名称も使用されているが、両校のルールや使用する用具に大きな相違は無い。
テニス用のガット（網）が張られたラケットではなく、卓球（ピンポン）用の木板ラケットを一回り大きくした形状の専用ラケットを使用する。
主に関東地方を中心とした東日本においてレクリエーションスポーツの一種として嗜まれており、敬愛大学ではクラブ活動としても行われている。